# Kampong Ayer

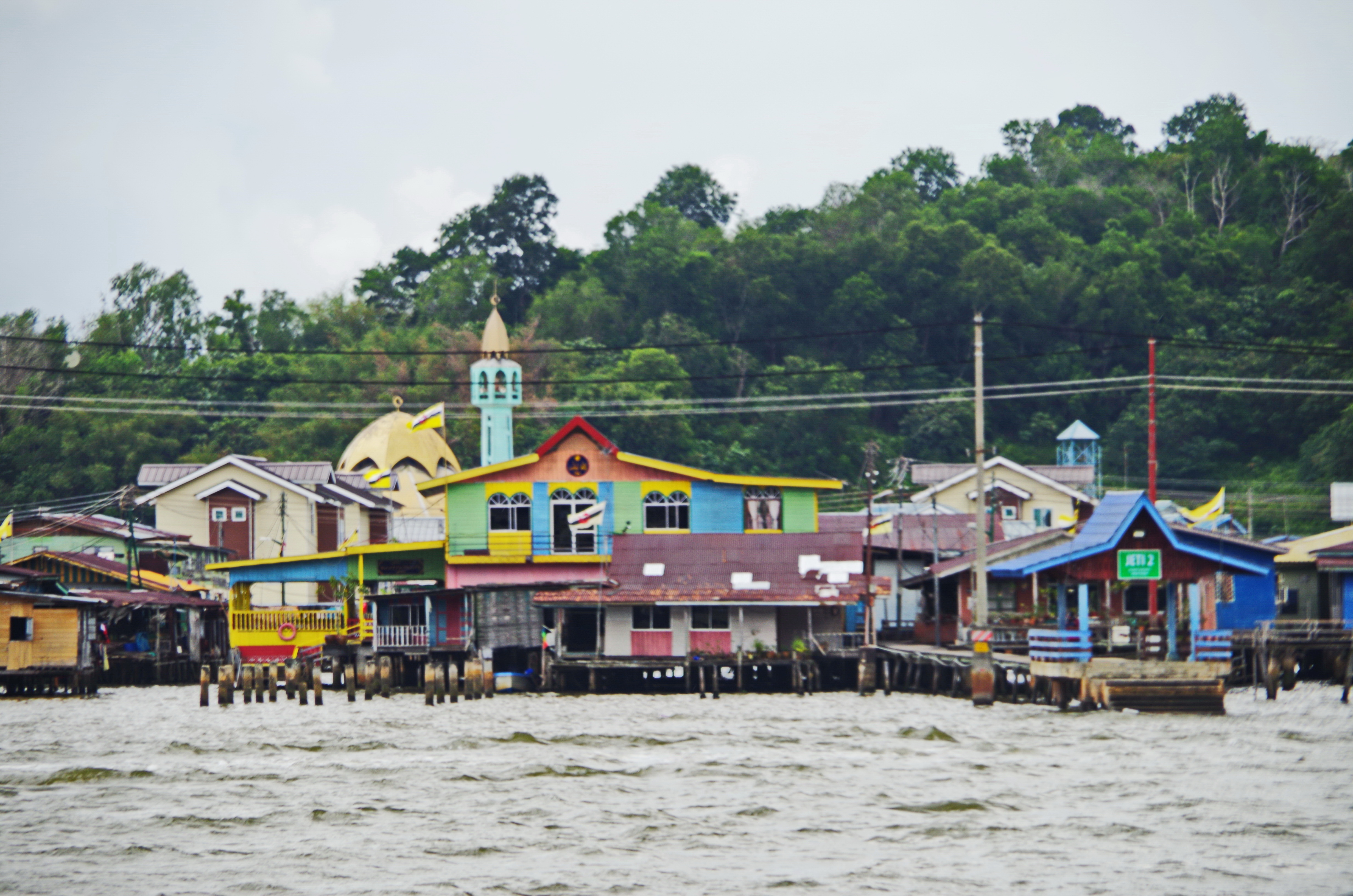
Kampong Ayer

Kampong Ayer bezeichnet ein Wasserdorf in Bandar Seri Begawan, der Hauptstadt von Brunei. Der Name bedeutet „Wasser Dorf“ (malaiisch Kampung Air); die Ansiedlung besteht aus einer Ansammlung von traditionellen Pfahlbau-Siedlungen über dem Brunei River. Sie liegen in unmittelbarer Nähe des heutigen Pusat Bandar (Stadtzentrum von Bandar Seri Begawan).
Kampong Ayer wird oft als „Venedig des Ostens“ bezeichnet.
Bis in die frühe Zeit des britischen Imperialismus in Brunei war Kampong Ayer die Hauptsiedlung und De-facto-Hauptstadt von Brunei, insbesondere war es das soziale und wirtschaftliche Zentrum des Bruneiischen Großreiches.

## Name
Der gebräuchliche Name Kampong Ayer ist die veraltete Romanisierung des malaiischen Kampung Air („Wasserdorf“). Aus historischen Gründen wird weiterhin die veraltete Schreibweise beibehalten.

## Geschichte
Man geht davon aus, dass Kampong Ayer schon seit Jahrhunderten als Siedlung besteht. Es gibt zahlreiche historische Aufzeichnungen, speziell ausländische Quellen, in denen die Existenz einer 'Wassersiedlung' auf dem Brunei River bezeugt wird. Die bekanntesten davon sind die Berichte von Antonio Pigafetta, einem italienischen Entdecker, der im Gefolge der Flotte von Ferdinand Magellan 1521 Brunei besuchte,
Er beschreibt das Siedlungsgebiet als

„komplett im Salzwasser gebaut... Sie besteht aus 25.000 Herdstellen (Familien). Die Häuser sind alle aus Holz konstruiert und vom Boden aus auf großen Säulen gebaut.“

Möglicherweise war die Pfahlbausiedlung früher an einer anderen Stelle.
Olivier van Noort, ein Niederländer, beschreibt die Häuser der Adligen anlässlich seines Aufenthalts in Brunei vom Dezember 1600 bis Januar 1601:

„Aus Holz hergestellt und auf so leichten Pfosten angebracht, dass, wenn ein Sturm kommt, oder irgend ein anderes ungünstiges Ereignis, die Häuser von einer Seite des Flusses auf die andere gebracht werden können.“

Die Pfahlbausiedlung, die wir heutet als „Kampong Ayer“ bezeichnen war wohl schon immer die Hauptsiedlung und de facto Hauptstadt des Bruneiischen Großreiches und überstand Bombardierungen während des Zweiten Weltkrieges. Erst seit der erneuten Selbstständigkeit des Staates (Residential period, seit 1984) wurde ein Programm ins Leben gerufen, welches die Bewohner von Kampong Ayer aufforderte, sich an Land anzusiedeln. Erst nach einiger Zeit zeigte dieses Umsiedlungsprogramm Wirkung und die Einwohnerschaft schrumpfte. Trotzdem lebt noch immer eine große Gemeinschaft auf dem Wasser.

## Verwaltung
Kampong Ayer besteht aus zahlreichen kleinen Siedlungen, die offiziell den Status von „Kampung“ (Dörfer) haben, der dritten und niedrigsten Stufe in der Verwaltungshierarchie von Brunei; jedes Kampung hat seinen eigenen Ortsvorsteher malaiisch „ketua kampung“. Die Dörfer werden zusammengefasst zu Mukim (Subdistrikten) und gehören insgesamt zum Distrikt (Daerah) Brunei-Muara, welcher einem penghulu untersteht. Die Verwaltung der Mukim und Kampung in Kampong Ayer werden vom Brunei-Muara District Office überwacht.

### Siedlungsgliederung
| Mukim              | Siedlungen |
| ------------------ | --- |
| Burong Pingai Ayer | Burong Pingai Ayer, Lurong Dalam, Pandai Besi 'A', Pandai Besi 'B', Pekan Lama, Pengiran Setia Negara, Sungai Pandan 'A', Sungai Pandan 'B' |
| Peramu             | Bakut Berumput, Bakut Pengiran Siraja Muda 'A', Bakut Pengiran Siraja Muda 'B', Lurong Sikuna, Pekilong Muara, Peramu, Setia Pahlawan Lama  |
| Saba               | Saba Darat 'A', Saba Darat 'B', Saba Laut, Saba Tengah, Saba Ujong                                                                          |
| Sungai Kebun       | Bolkiah 'A', Bolkiah 'B', Setia 'A', Setia 'B', Sungai Kebun, Sungai Siamas, Ujong Kelinik                                                  |
| Tamoi              | Pengiran Bendahara Lama, Pengiran Kerma Indera Lama, Pengiran Tajuddin Hitam, Tamoi Tengah, Tamoi Ujong                                     |

Bis vor kurzem gab es einen weiteren Mukim in Kampong Ayer: Sungai Kedayan. Dieser Mukim und die zugehörigen Kampung sind jedoch verschwunden, weil zum goldenen Krönungsjubiläum von Sultan Hassanal Bolkiah 2017 der Taman Mahkota Jubli Emas (Jubiläumspark am Flussufer) errichtet wurde und dafür Teile der Siedlungen am Kedayan River aufgelöst wurden.

## Infrastruktur

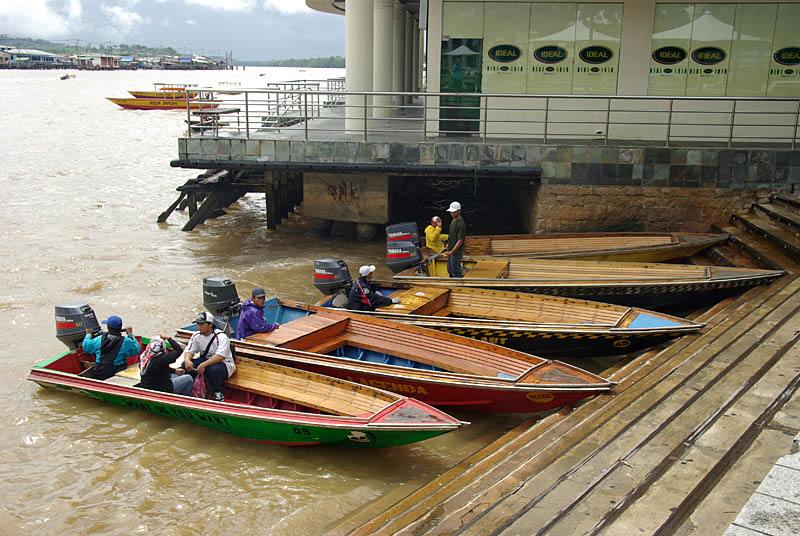
Wassertaxis in Kampong Ayer.

Die Häuser und Siedlungen des Kampong Ayer sind durch Brücken und Stege aus Holz oder teilweise auch Zement verbunden. Dadurch ist ein großer Teil der Gebäude zu Fuß erreichbar. Zwischen den Siedlungen, die keinen Anschluss ans Ufer haben oder, die nicht verbunden sind, gibt es „Wassertaxis“ (malaiisch perahu tambang), hölzerne Motorboote, die gegen ein Fährgeld Fahrgäste und Güter transportieren.
Vergleichbar zu öffentlichem Wohnungsbau an Land, gibt es im Kampong Ayer mehrere Sozialwohnungs-komplexe in Form von Pfahlbauhäusern. Ein Pilotprojekt zu „upgrading“ von Kampong Ayer ließ zahlreiche ein- bis zweistöckige Gebäude in den Siedlungen von Saba und Peramu entstehen.

In den Siedlungen gibt es daneben zahlreiche Einrichtungen die gemeinschaftlich aufgebaut wurden, wie Elektrizität, fließendes Trinkwasser, Telefon-Verkabelung, Internet-Zugang und Fernsehen.

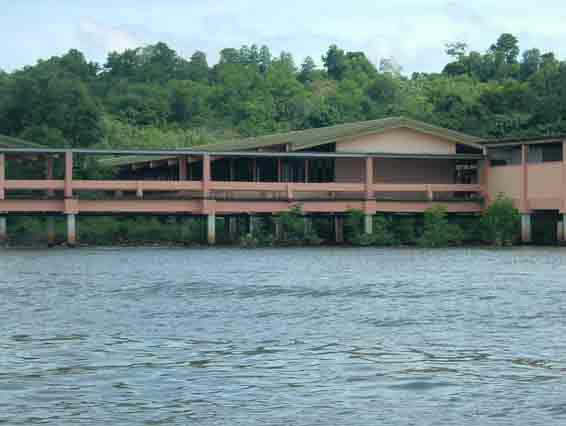
Awang Semaun Secondary School

In den Wasserdörfern gibt es zahlreiche Schulen, sowohl Grundschulen, als auch weiterführende und religiöse Schulen. Jeder Mukim hat wenigstens eine Grundschule. Die Awang Semaun Secondary School ist die einzige Schule ihrer Art mit den Schulgebäuden komplett aus Pfahlbauten. Daneben hat auch die Sayyidina Umar Al-Khattab Secondary School am Ufer ein Einzugsgebiet in die Siedlungen von Kampong Ayer. Daneben gibt es sogar Moscheen auf dem Wasser, Feuerwachen und Polizeiposten. Vor allem die Feuerwache spielt eine wichtige Rolle, da schlechte Elektro-Installationen, und die Holzkonstruktionen der Häuser oft Feuer auslösen.

## Herausforderungen

### Bevölkerungsentwicklung
Kampong Ayer bildet ein bedeutendes historisches und kulturelles Erbe von Brunei. Aus diesem Grund werden Bedenken zum Überleben der Gemeinschaft besonders beachtet. In den letzten Jahrzehnten sind zunehmend Einwohner aufs Festland abgewandert. Die Bevölkerung ist von 28.000 Personen 1981 auf 13.000 2011 geschrumpft. Neben der Abwanderung bildet der moderne Lebensstil eine Bedrohung für die Gebräuche und Traditionen in den Siedlungen und schwächt den Gemeinschaftssinn der Anwohner.

### Abfall
Abfälle und Abwässer in den Gewässern um die Siedlungen bilden ein andauerndes Problem, obwohl mittlerweile Maßnahmen von Regierungs- und Nicht-Regierungsorganisationen getroffen wurden. Dabei handelt es sich nicht nur um Abfälle aus den Siedlungen selbst, sondern zum Teil um Verschmutzungen vom Land und von den Einzugsgebieten des Flusses. Daher muss ein effektives Müll-Management eingeführt werden. Die Regierung hat Abwassersysteme in den Einzugsgebieten und Müllsammelstellen in den Siedlungen eingerichtet. Systematische Abwasserentsorgung gibt es trotzdem bisher nur in den öffentlichen Bauprojekten wie Bolkiah 'A', Bolkiah 'B' und Sungai Bunga. Auch Programme zur Bildung eines Umweltbewusstseins benötigen noch Zeit um Wirkung zu zeigen.